# Veinte de Noviembre (Chiapas)
Veinte de Noviembre es una localidad del estado mexicano de Chiapas. Es la cabecera del municipio de Emiliano Zapata.

## Toponimia
El nombre de la localidad refiere a la Revolución mexicana, iniciada el 20 de noviembre de 1910.

## Demografía
| Gráfica de evolución demográfica |
|                                  |

| Censo | Población |
| ----- | --------- |
| 1930  | 84        |
| 1940  | 589       |
| 1950  | 872       |
| 1960  | 1 170     |
| 1970  | 1 811     |
| 1980  | 2 438     |
| 1990  | 3 316     |
| 2000  | 3 975     |
| 2010  | 4 636     |
| 2020  | 5 240     |